# Donnie Avant
Donnie Avant (Bad Hersfeld, ...) è un ex giocatore di football americano e allenatore di football americano tedesco che ha giocato come defensive back.

## Palmarès
- 1 Europeo (2014)
- 1 Spaghettimalja (Helsinki 69ers, 2012)